# Josef Truhlář (sokol)
Josef Truhlář (22. října 1870 Kouřim – 9. února 1957 Praha) byl český soudce a sokolský činovník.

## Život
Narodil se v Kouřimi do rodiny okresního soudce.
Vystudoval gymnázium v Hradci Králové a práva na Univerzitě Karlově, kde se spřátelil s Jiřím Skorkovským a podporoval myšlenky hnutí Omladiny, i když sám nakonec souzen nebyl.
Po absolvování studií se stal soudcem. Pro spory o kompetence českých soudců s předsedou vrchního soudu monarchie hrabětem Wesselym byl několikrát přeložen (Praha, Velvary, Německý Brod, Sobotka, Žamberk). Po vzniku Československa působil jako právní rada a okresní tajemník v Poděbradech.

### Činnost v Sokole
Od mládí byl členem Sokola a zapojil se i do jeho organizačních struktur. Působil jako župní vzdělavatel a zástupce vzdělavatele Československé obce sokolské. Byl náčelníkem Tyršovy župy, v roce 1933 se stal starostou Sokola Poděbrady, dále členem předsednictva celé obce, náměstkem starosty a 15. července 1939 byl nakonec zvolen starostou. Zároveň se stal v srpnu 1939 (s Augustinem Pechlátem, Františkem Bláhou, Janem V. Kellerem a Evženem Köpplem) členem tzv. „ilegální pětky“, která měla řídit sokolský protinacistický odboj. 6. února 1940 ho ale nacisté zatkli a po celou válku ho věznili v koncentračním táboře Dachau. Přestože ho kolegové z vedení Sokola chtěli ponechat ve funkci, na nátlak úřadu říšského protektora místo něho zvolili v září 1940 Jana V. Kellera.
Po roce 1945 se vrátil do předsednictva Sokola, kde zastával smířlivější postoje vůči komunistům. Po únorovém převratu byl 15. května 1948 dosazen zpět na post starosty, když na něm vystřídal Antonína Hřebíka.
V červnu a červenci proběhl v Praze XI. všesokolský slet, v jehož průběhu došlo k opakovaným projevům protestů proti nově zvolenému komunistickému prezidentovi Klementu Gottwaldovi a podpory odstoupivšímu Edvardu Benešovi. Truhlář byl svědkem těchto událostí bezprostředně vedle Gottwalda na čestné tribuně a podle vzpomínek ministra Václava Kopeckého se marně snažil protestům zabránit.
I po čistkách v Sokole, které proběhly do konce roku 1948, zůstal Truhlář jeho starostou. V následujících letech se podílel na dovršení tzv. sjednocení tělovýchovy. V čele Sokola byl do jeho faktického zániku v roce 1952, následně odešel do důchodu.

## Ocenění
Na konci roku 1945 byl poctěn titulem čestný občan Kouřimi. Nositel titulu zasloužilý pracovník v tělovýchově a sportu (1954) a Řádu republiky (7.5.1955).